# Montsinéry-Tonnegrande
Montsinéry-Tonnegrande és un municipi francès, situat a la regió d'ultramar de la Guaiana Francesa. L'any 2006 tenia 1.812 habitants. Es va dir Tonnegrande-Montsinéry de 1969 a 1994. Limita al nord amb Macouria, a l'est amb Matoury, al sud amb Roura, i a l'oest amb Kourou.

En roig el territori comunal de Montsinéry-Tonnegrande.

## Demografia
| 1962                                       | 1968 | 1975 | 1982 | 1990 | 1999  |
| ------------------------------------------ | ---- | ---- | ---- | ---- | ----- |
| ?                                          | ?    | ?    | ?    | 500  | 1.037 |
| Des de 1962: població sense dobles comptes |      |      |      |      |       |

## Història
En aquesta comuna va existir el Camp Crique Anguille, una colònia penal on eren exiliats els presoners de la Indoxina francesa en la dècada de 1930. També en aquesta localitat es troben les antenes repetidores de ràdio usades per emissores d'ona curta com Ràdio França Internacional, Ràdio Suïssa Internacional, Ràdio Internacional de la Xina, la BBC i Ràdio Japó. La seva ubicació la fa ideal per a enviar senyals de ràdio cap a gran part d'Amèrica i a Àfrica.

## Administració
| Període | Identitat       | Partit |
| ------- | --------------- | ------ |
| 2008-   | Patrick Lecante |        |